# Агонурзи (Казерта)
Агонурзи (итал. Agonursi) је насеље у Италији у округу Казерта, региону Кампанија.
Према процени из 2011. у насељу је живело 51 становника. Насеље се налази на надморској висини од 214 м.